# Wolfgang Kusý
Wolfgang Kusý (31. října 1842 Ruda nad Moravou – 31. ledna 1886 Brno) byl moravský právník a politik Moravské národní strany (staročeské), propagátor českojazyčného školství v Brně.

## Biografie
Absolvoval gymnázium v Olomouci, právnickou fakultu Vídeňské univerzity a Karlo-Ferdinandovy univerzity v Praze. V roce 1866 získal titul doktora práv. Působil jako soudní úředník v Brně a Olomouci. Po několika letech advokátní praxe ve Vídni, Kroměříži a Brně si roku 1872 otevřel v Brně vlastní právní kancelář. Působil jako obhájce v trestních věcech, včetně několika politických procesů s česky píšícími novináři.
Brzy se zapojil do politické činnosti. První zkušenosti s parlamentní činností získával jako stenografista. V 70. letech se sám zapojil do vysoké politiky. V doplňovacích zemských volbách v listopadu 1873 byl zvolen na Moravský zemský sněm, za kurii venkovských obcí, obvod Vyškov, Bučovice, Slavkov. Uváděl se tehdy jako mladočech. V zemských volbách roku 1878 uspěl za kurii venkovských obcí, obvod Přerov, Kojetín. Zde mandát obhájil i v zemských volbách roku 1884. Poslancem byl až do své smrti roku 1886.
Po prvních přímých volbách do Říšské rady roku 1873 se stal poslancem Říšské rady (celostátní zákonodárný sbor), kde reprezentoval kurii venkovských obcí, obvod Brno, Vyškov atd. Slib složil 20. října 1874. Zvolen byl v doplňovací volbě poté, co původně zvolený oblíbený poslanec Egbert Belcredi odmítl v souladu s tehdejší českou opoziční politikou pasivní rezistence převzít mandát. Moravští staročeši, které vedl Alois Pražák, ovšem tuto politiku pasivní rezistence opustili, s čímž Belcredi nesouhlasil. Ve Vídni byl Wolfgang Kusý nejprve spolu s dalšími moravskými Čechy členem Hohenwartova klubu (Strana práva).
V roce 1879 Eduard Taaffe, tehdy představitel konzervativního německorakouského tábora, inicioval jednání s českou opozicí, na jejichž konci byl český vstup na Říšskou radu, zahájení aktivní politiky a přechod Čechů do provládního tábora. Ve volbách do Říšské rady roku 1879 byl Kusý opětovně zvolen za kurii venkovských obcí, obvod Brno, Vyškov atd. Mandát v Říšské radě obhájil i ve volbách roku 1885 a setrval zde až do své smrti následujícího roku.
Vzhledem k tomu, že čeští poslanci jako celek ukončili pasívní resistenci, se po volbách v roce 1879 na Říšské radě připojil k Českému klubu (jednotné parlamentní zastoupení, do kterého se sdružili staročeši, mladočeši, česká konzervativní šlechta a moravští národní poslanci). Jako člen parlamentního Českého klubu se uvádí i po volbách v roce 1885.
Od roku 1876 vedl Kusý v Brně společně s Bedřichem Hoppem a Kunešem Kunzem úsilí za zakládání českých škol. Po Hoppeho smrti převzal vedení brněnské matice školské a v této funkci zajistil otevření obecné školy na Starém Brně. Vedle toho se podílel na vzniku a provozu dalších českojazyčných institucí, jako např. Besední dům a Národní divadlo v Brně. Zemřel na onemocnění ucha.